# モンス・メグ

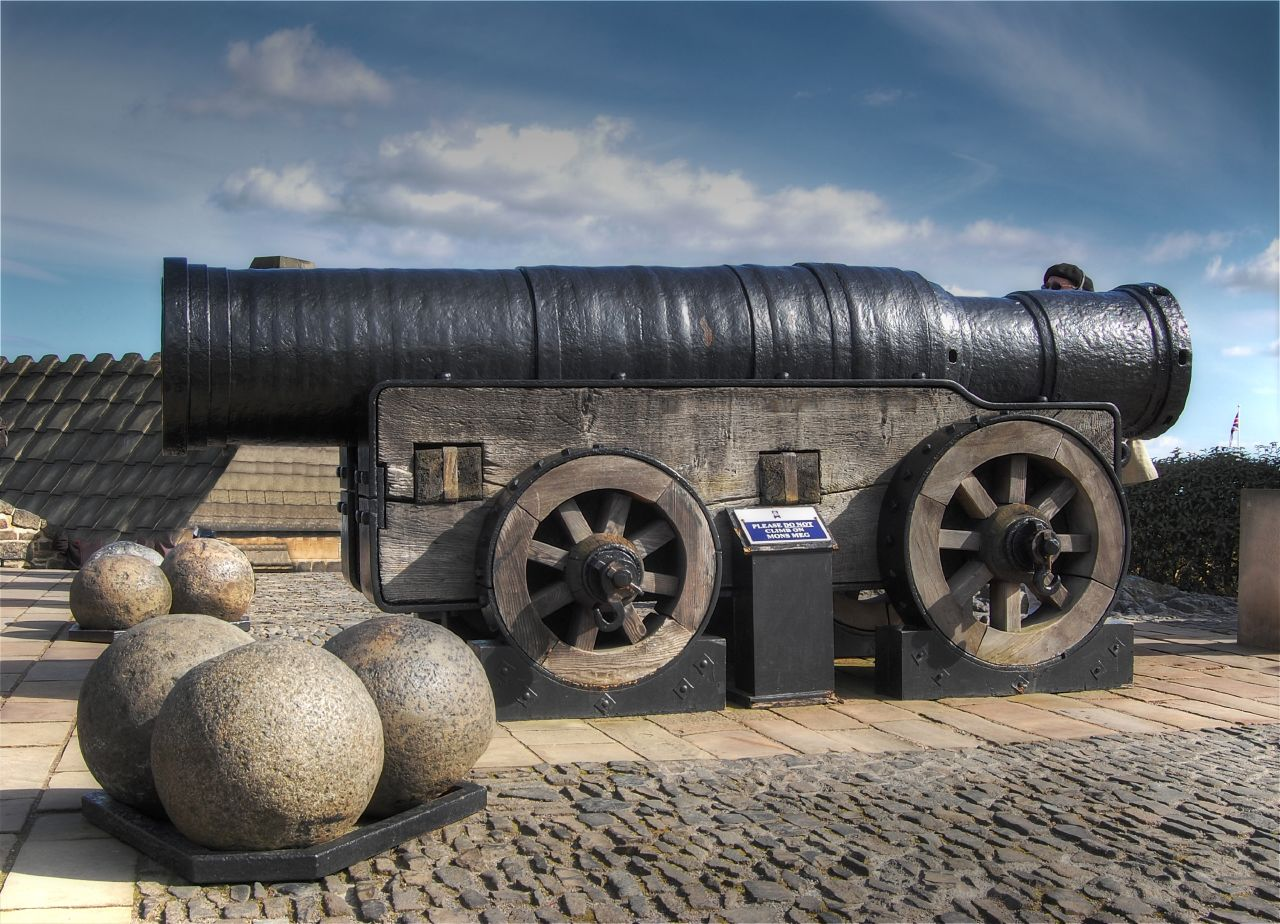
側面写真

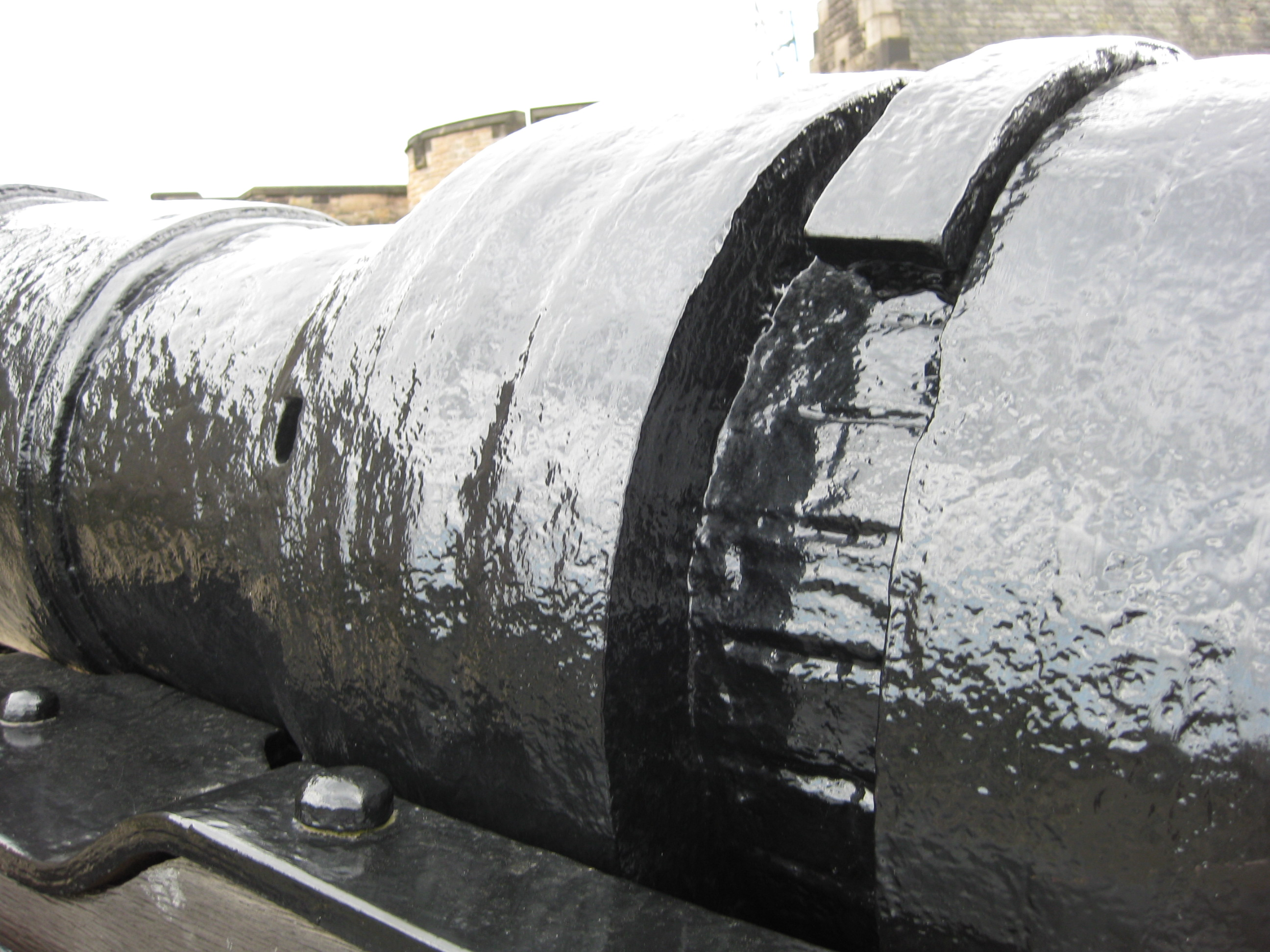
砲が使用不能となった際の、弾けた鉄製の砲身リング。

モンス・メグ（Mons Meg）は超重砲クラスの中世の射石砲であり、現在はスコットランドのエディンバラ城に展示されている。由来ははっきりしているにもかかわらず、様々な伝説が生み出されている。この砲は善良公フィリップ3世の資金により作成されたものであり、1449年に彼の命令で製造され、8年後には、他の砲兵用補給品と共に贈り物としてスコットランド王ジェームズ2世へ送られた。

## 歴史
射石砲は、縦方向に伸ばした鉄製の棒に鉄製の箍（タガ）をくぐらせ、焼き嵌めて一体としたものから製造されている。ブルゴーニュ公国の火砲製造者であったJehan Cambierがこの砲を製造し、1449年6月、エノー伯領モンスにおける試験で成功を収めた。しかしながら公は、1453年までモンス・メグの引き渡しを受けようとはしなかった。公は「イングランドの情勢への干渉」を企図し、イングランドには対抗を、そしてスコットランドには救援を行うことを決定した。モンス・メグは火砲全備重量6,970kg、全長4.6m、砲口径は510mmであった。火砲の最終コストは1,536ポンド2シリングに達した。
限られた証拠を基とし、対立する意見が示唆するところによれば、この砲は1452年、カークーブリーシェアにあるスリーブ城の包囲戦に際し、ジェームズ2世を救援する命により製造された。このときClan MacLellanは、城の砲撃にこの砲を用いた。
口径510mmの火砲には約180kgの球形弾を装填するが、所要の装薬が発する莫大な熱量のため、この砲は一日あたり8回から10回程度の砲撃しか行えなかった。モンス・メグは、スコットランド王ジェームズ4世の持つキャラック船、グレート・マイケルに搭載された砲の一つであったことが示唆されている。これが事実であれば、艦載砲として世界最大である大和型戦艦の46cm砲を上回る口径を持つ艦載砲ということになる。国王の他の火砲と同様、この砲は早い時期に防錆用の鉛丹を塗布されていた。これは1539年6月のことで、コストには30シリングを要した。1540年代、モンス・メグは軍用としての任を解かれ、発砲はエディンバラ城の儀式の場合にのみ行われたが、2マイル離れた距離からでも撃ち出した弾が探し出せた。1558年7月3日にモンス・メグが砲弾を撃ち出したとき、働き手達は2マイルの距離にあるフォース湾近くのウォーディー・ミュアから砲弾を探しだして回収する労を払った。この礼砲はメアリー・ステュアートとフランス王太子とが結婚式を挙げたことをしるしたものである。
1680年、モンス・メグはヨーク及びオールバニ公ジェームズ、後のイングランド王ジェームズ2世の祝賀のために発砲し、砲身が腔発を起こした。この際、イングランド人の砲手が装薬を装填しており、多数のスコットランド人は、この損傷が嫉妬から故意にひきおこされたもので、なぜならイングランドはこれほど巨大な砲を持たないからである、と信じていた。この事件はまた、国王の将来に対する凶事の予兆としても受け取られた。
モンス・メグはエディンバラ城のフーグス門から外へと運び出された。1754年には他の使われなくなった兵器とともにロンドン塔に引き取られていたが、1829年、歴史作家ウォルター・スコットとスコットランド古美術協会の働きかけの後に城へと戻された。つづいて修復作業が行われ、モンス・メグはセント・マーガレット教会堂の外に置かれた。
「モンス・メグは巨大で時代遅れの兵器の一つであり、一般にスコットランド人の大のお気に入りであった。この砲はスコットランド王ジェームズ4世もしくは5世の統治の時、フランドル地方のモンスで製造された。この砲はしばしば当時の公的な説明のうちに現れる。そこで我々は、モンス・メグがどんなにか遠方へ遠征するスコットランド軍に随行して城から輸送されたとき、砲口へグリースを注いだことや（どんな学生でも知っているように、砲声を増すためと記録にある）その油の代金や、砲車を飾り帯で装い、この砲の前で笛を吹いたかがわかる。連合の後、大衆の大部分が危惧したことがあった。それはスコットランド王室の宝器とそれに付随する守護神たるモンス・メグが、独立国家の不愉快な降伏のしめくくりとして、イングランドへ運び去られることだった。市民の目から引き離された宝器は、こうしたやり方で盗まれたのだと一般に推測されていた。モンス・メグに関しては、実のところ兵器委員会の命令によって1757年にウーリッジに移されるまではエディンバラ城に残されたままとされた。王室の宝器は、国王陛下の特別な指示により、1818年に隠された安置場所から運び出されて人々の視線を浴びたが、誰であれ人々は深い思いのもとに見たことだろう。そして、1828年から1829年のまさしくこの冬にモンス・メグはこの国へ戻された。そこでこれは、他の状況や場所では単なる錆びた鉄塊に過ぎないものが、いま一度大昔の奇妙な記念碑となった。」ウォルター・スコットの歴史小説ロブ・ロイ作中の注釈
1678年まで、この砲は当代のいかなる文献においてもモンス・メグとは呼ばれていなかった。固有の名称の記録は少なく、最初にこの砲の名称が記された1489年の記録ではモンス（Monss）であり、1539年の画家による説明では「城内のモンス」（Monce in the castell）と説明されている記録があるのみである。1650年、この砲はマックル・メグ（Muckle Meg、「大きなメグ」）として注記されている。メグとはおそらくスコットランド王ジェームズ3世の王妃、マーガレット・オブ・デンマークに由来するものか、単に頭韻法によるものである。また、モンスとは、この砲がもともと試験された場所の一つであった。マッケンジーの1948年の著書によれば、このクラスの砲は「マーダラー」（殺し屋）として知られており、確かにモンス・メグもそのように記述されていた、と記載している。
モンス・メグの他、15世紀のヨーロッパでは少数の巨大砲が知られており、主として城砦の包囲戦に投入されていた。こうした砲には錬鉄製のPumhart von SteyrとDulle Griet、また青銅鋳製のFaule Mette、Faule GreteおよびGrose Bochseが含まれる。
2009年のホグマネイ（大晦日から新年にかけての祭）において地区の射手をつとめたジェイミー・シャノン軍曹（別名「大砲シャノン」）は、エディンバラ城からモンス・メグを発砲した。自動車用バッテリーを用いて装薬に点火するまで、見た目の効果を狙って一発の砲弾がこの砲の内部に設置されていた。

## 砲車の変化

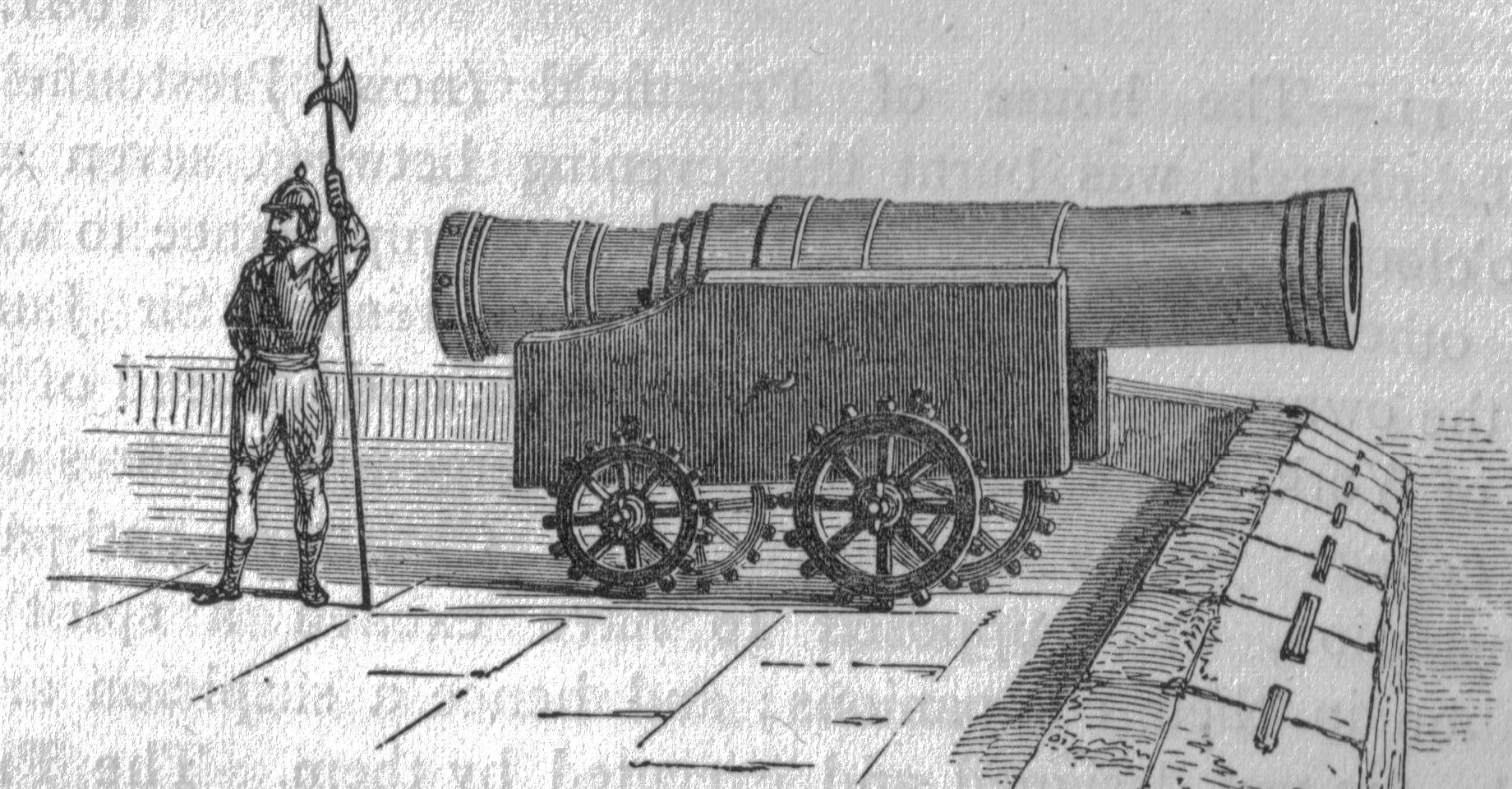
1680年代、エディンバラ城に置かれたモンス・メグ。砲車の構造が詳細に示されている。

モンス・メグの歴史の初期において、この砲は車輪のついていない単純な箱に載せられていた。1754年にエディンバラ城から撤去されたとき、この砲の砲車はずっと以前に朽ちていたことは明白である。現代の説明では、この砲が城に通じる一番奥の門付近で「地上に」横たえられていたと記述している。おそらく兵器委員会は、この砲がロンドン塔に到着した後、新規に砲車を製作した。
1835年、エディンバラ城へモンス・メグが戻された後、ロンドン製の砲車はひどく腐朽しており、鋳鉄製のものが作られて代替に着手した。今日我々の見るモンス・メグは砲車上に載せられているが、これは約1500年に製作された、エディンバラ城の石の彫刻に描かれたものを再生産したものである。